# 嚴爾珪
嚴爾珪（16世紀—17世紀），字伯玉，號琢菴、南山，晚年號蘧庵居士，浙江湖州府歸安縣人，明朝政治人物。

## 生平
嚴爾珪是天啟元年（1621年）舉人，次年（1622年）聯捷壬戌科進士，獲授海門知縣。海門臨近海濱，田地被海水浸沒，民間每年賠上虛糧數千石，他親自勘查後向申請豁免糧餉，民利得以保全。天啓六年丙寅他任職南京禮部，崇祯二年升郎中，三年（1630年）外調廬州知府，教養兼至，稱為循良第一，擢官粵東道參議，調為廣東副使。剿滅當地盜寇，使地方安寧；再轉任江西布政使司参议，予告後在家居終養，曾在荒年捐款賑災，救活不少人民。

## 家族
曾祖嚴而泰，贈郎中。祖父嚴正心，廪生。父嚴錫，萬曆十六年戊子舉人，历官教谕、刑部员外郎。弟嚴爾琮。